# Камчатка (Курганская область)
Камчатка — деревня в Шадринском районе Курганской области. Входит в состав Батуринского сельсовета.
Находится на берегу реки Солодняка. Автобусное сообщение.
Часть жителей, это выходцы из исчезнувшей деревни Кутикова Батуринского сельского совета, которые переехали примерно в 1978 году.
В деревне находилась Камчатское отделение ОПХ «Батуринское».

## История
До 1917 года в составе Батуринской волости Шадринского уезда Пермской губернии. По данным на 1926 год состояла из 145 хозяйств. В административном отношении являлась центром Камчатского сельсовета Батуринского района Шадринского округа Уральской области.

## Население
| 1989 | 2002 | 2010 |
| ---- | ---- | ---- |
| 159  | ↘98  | ↘54  |

По данным переписи 1926 года в деревне проживало 685 человек (302 мужчиы и 383 женщины), в том числе русские составляли 100 % населения.